# Seridó (Paraíba)
Pour les articles homonymes, voir Seridó.
Seridó est une ville brésilienne du centre de l'État de la Paraíba.
Sa population était estimée à 9 737 habitants en 2007. La municipalité s'étend sur 276 km2.